# Phytomyza vitalbella
Phytomyza vitalbella är en tvåvingeart som beskrevs av Erich Martin Hering 1957. Phytomyza vitalbella ingår i släktet Phytomyza och familjen minerarflugor. Inga underarter finns listade i Catalogue of Life.